# Сосновый (Луганская область)
Сосно́вый (укр. Сосновий) — посёлок, относится к Сватовскому району Луганской области Украины.
Население по переписи 2001 года составляло 407 человек. Почтовый индекс — 92606. Телефонный код — 6471. Занимает площадь 0,82 км².

## Местный совет
92600, Луганская обл., Сватовский р-н, г. Сватово, пл. 50-летия Победы, 36.